# Tim a Chris Stamper

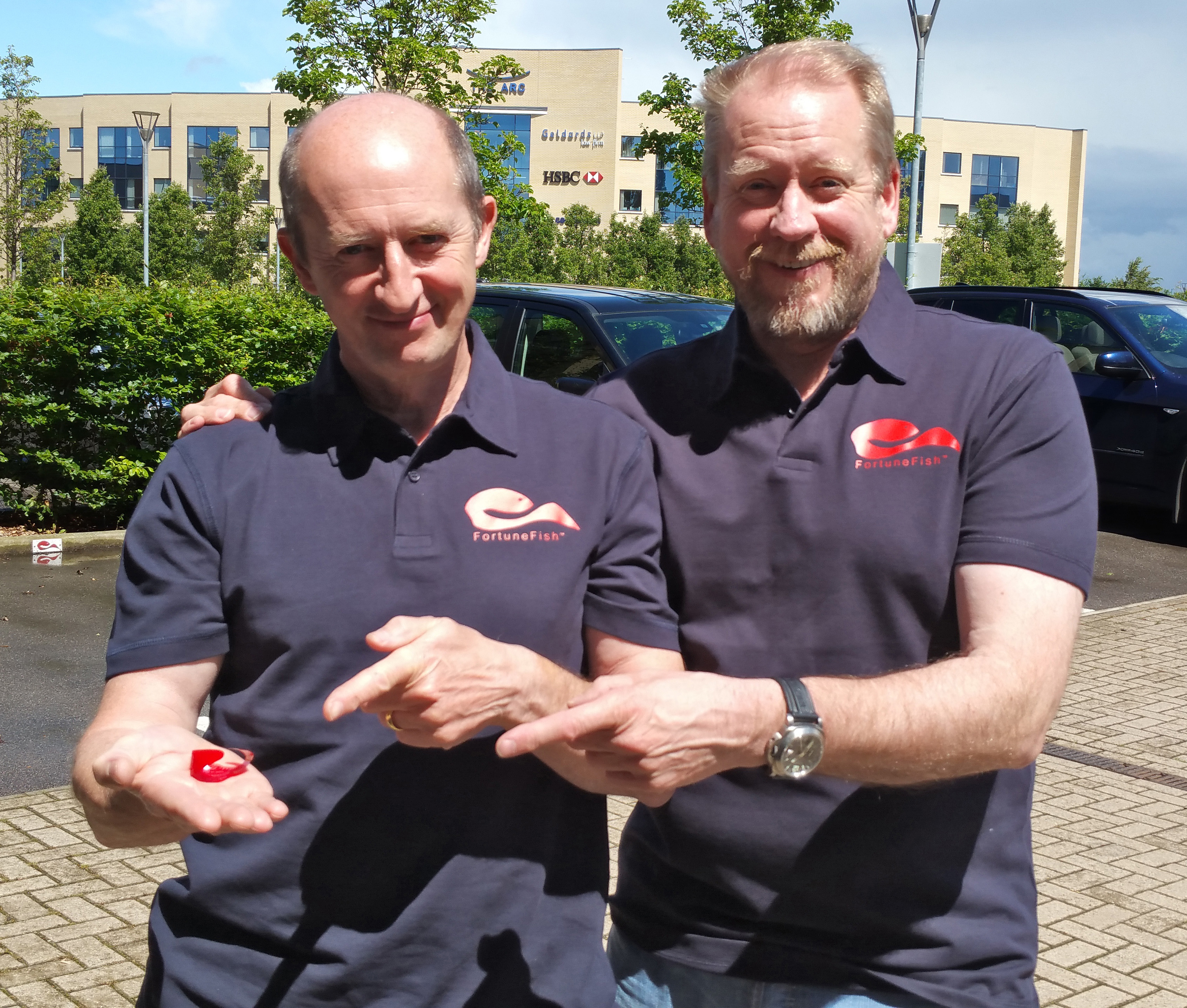
Tim a Chris Stamper v roce 2015

Tim a Chris Stamper jsou tvůrci počítačových her (grafik a programátor). Založili firmu Ashby Computers & Graphics (ACG), která pod názvem Ultimate Play The Game vydávala hry pro 8bitové počítače. Později značku Ultimate Play The Game prodali a založili firmu Rare, která vyrábí videohry pro herní konzole. Vyrobili takové hity jako Sabre Wulf a Knight Lore pro 8bitové počítače, Donkey Kong Country a Goldeneye 007 pro konzole Nintendo a nakonec Kameo: Elements of Power, Perfect Dark Zero a Viva Piñata pro Xbox 360 od Microsoftu.
2. ledna 2007 ohlásili na 1UP.com, že bratří Stamperové opustili Rare, aby se „pustili do dalších plánů“.